# Banja (Ploče)
Banja is een plaats in de gemeente Ploče in de Kroatische provincie Dubrovnik-Neretva. De plaats telt 188 inwoners (2001).